# Sofijiwka (Kramatorsk)
Sofijiwka (ukrainisch Софіївка; russisch Софиевка/Sofijewka) ist eine Siedlung städtischen Typs in der Oblast Donezk im Osten der Ukraine mit etwa 800 Einwohnern.

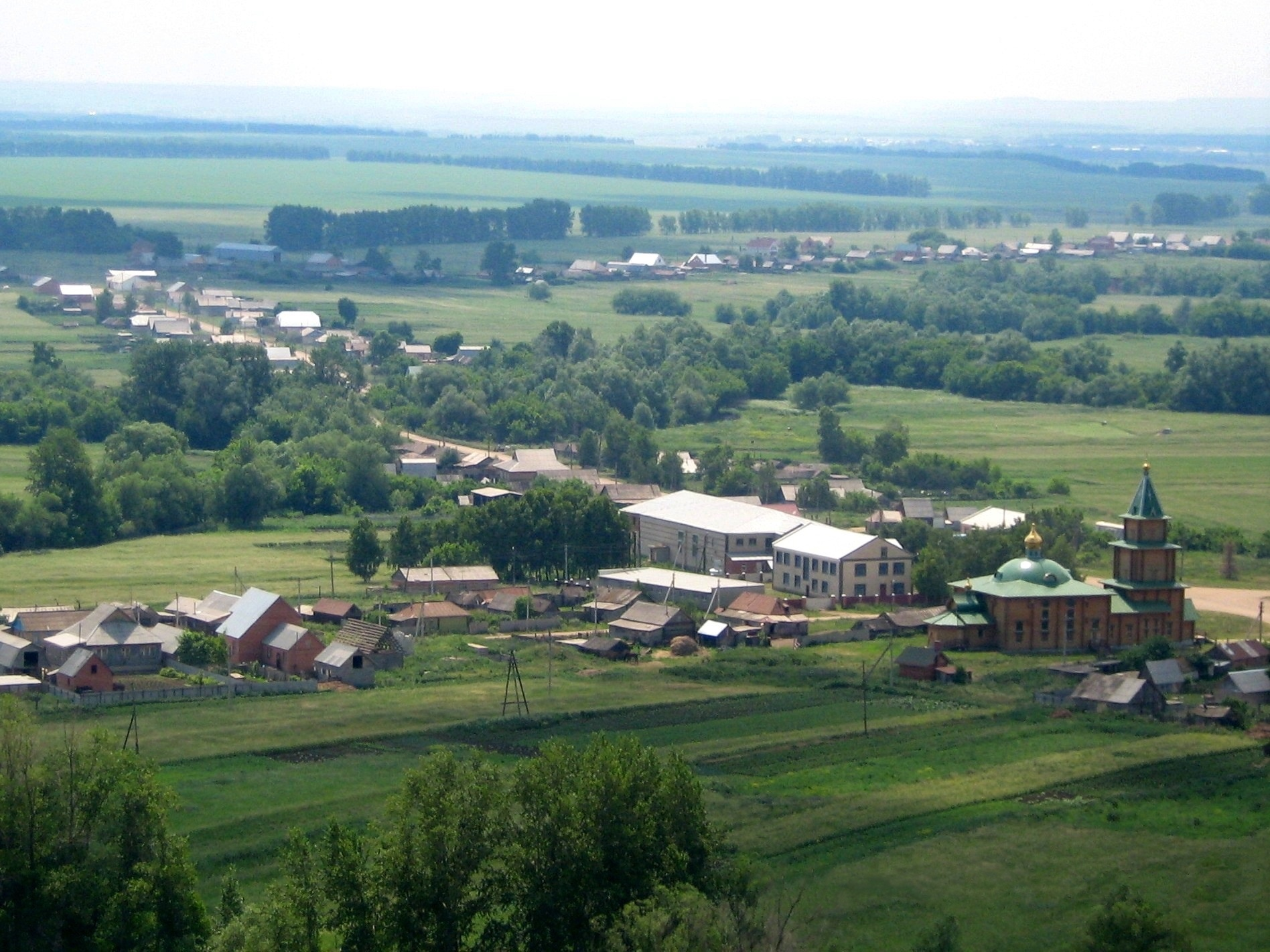
Blick auf den Ort

Der Ort, welcher in den 1920er Jahren gegründet wurde, besitzt seit 1962 den Status einer Siedlung städtischen Typs.
Er liegt im Norden der Oblast Donezk am Südufer der Majatschka (Маячка), einem Zufluss des Kasennyj Torez, die Oblasthauptstadt Donezk liegt 89 Kilometer südlich des Ortes, das Stadtzentrum von Kramatorsk befindet sich 3 Kilometer östlich, das Stadtgebiet selbst schließt sich unmittelbar an.
Am 12. Juni 2020 wurde die Siedlung ein Teil neugegründeten Stadtgemeinde Kramatorsk, bis dahin war sie Teil der Siedlungsratsgemeinde Schabelkiwka als Teil der Stadtratsgemeinde von Kramatorsk.
Am 17. Juli 2020 wurde der Ort ein Teil des Rajons Kramatorsk.